# Uromyrtus lamingtonensis
Uromyrtus lamingtonensis är en myrtenväxtart som beskrevs av Neil Snow och Gordon P. Guymer. Uromyrtus lamingtonensis ingår i släktet Uromyrtus och familjen myrtenväxter. Inga underarter finns listade i Catalogue of Life.